# 義援金に係る差押禁止等に関する法律
義援金に係る差押禁止等に関する法律（ぎえんきんにかかるさしおさえきんしとうにかんするほうりつ）とは、義援金の交付を受ける権利を譲渡したり、担保に供したり、差し押さえたりすることや義援金として交付された金銭を差し押さえることを禁止することについて定める日本の法律。
2020年までは、個別の災害毎に制定されており、正式名称は災害ごとに異なり、法律の題名のうち「義援金」の部分が「＜災害名＞関連義援金」となっていた。2021年に、自然災害一般の義援金を対象とする、自然災害義援金に係る差押禁止等に関する法律が制定され、以後個別の立法は不要になった。ここでは、性格が類似する2020年以降に新型コロナウイルス感染症対策等として行われた特別定額給付金等の給付金について同様の措置を定める法律についても記述する。略称は、義援金差押禁止法、義援金保全法、義援金保護法。

## 概要
被災者やその遺族を経済的に支援するために、災害弔慰金の支給等に関する法律に基づく災害弔慰金および災害障害見舞金や被災者生活再建支援法に基づく被災者生活再建支援金、さらに都道府県、市町村（特別区を含む。）や赤十字などを通じた義援金がある。しかし、住宅ローンなどの借金があった場合は、これらが支給されても、金融機関などにより差し押えられるおそれがあった。
このため、2011年（平成23年）8月30日に公布・施行された「災害弔慰金の支給等に関する法律及び被災者生活再建支援法の一部を改正する法律」により災害弔慰金の支給等に関する法律および被災者生活再建支援法により、支給を受ける災害弔慰金および災害障害見舞金や被災者生活再建支援金について、権利を譲渡したり、担保に供したり、差し押さえたりすることや支給された金銭を差し押さえることが禁止されることとなった。
また、都道府県や市町村（特別区を含む。）が交付する義援金についても同様の措置を講ずるため、「東日本大震災関連義援金に係る差押禁止等に関する法律」が同じく2011年（平成23年）8月30日に公布・施行された。
2016年（平成28年）6月3日には「平成二十八年熊本地震災害関連義援金に係る差押禁止等に関する法律」が公布・施行された。
2018年（平成30年）7月27日には「平成三十年特定災害関連義援金に係る差押禁止等に関する法律」が公布・施行された。
2019年（令和元年）12月13日には「令和元年特定災害関連義援金に係る差押禁止等に関する法律」が公布・施行された。
2020年（令和2年）4月30日には､新型コロナウイルス感染症対策として支給されることになった特別定額給付金給付金および子育て世帯臨時特別給付金について災害義援金と同様に差押等を禁止するため、「令和二年度特別定額給付金等に係る差押禁止等に関する法律」が公布・施行された。
2020年（令和2年）6月12日には､新型コロナウイルス感染症対策として支給されることになったひとり親世帯臨時特別給付金および医療機関、介護サービス事業所又は障害福祉サービス事業所に勤務する職員等に対する慰労金について災害義援金と同様に差押等を禁止するため、「令和二年度ひとり親世帯臨時特別給付金等に係る差押禁止等に関する法律」が公布・施行された。
2020年（令和2年）12月11日には「令和二年七月豪雨災害関連義援金に係る差押禁止等に関する法律」が公布・施行された。
2021年（令和3年）4月21日には、新型コロナウイルス感染症およびそのまん延防止のための措置の影響に鑑み支給されることになった子育て世帯生活支援特別給付金について災害義援金と同様に差押等を禁止するため、「令和二年度ひとり親世帯臨時特別給付金等に係る差押禁止等に関する法律」が公布・施行された。
2021年（令和3年）6月11日には「自然災害関連義援金に係る差押禁止等に関する法律」が公布・施行された。
2021年（令和3年）12月20日には、新型コロナウイルス感染症およびそのまん延防止のための措置の影響に鑑み支給されることになった子育て世帯生活支援特別給付金について災害義援金と同様に差押等を禁止するため、「令和三年度ひとり親世帯臨時特別給付金等に係る差押禁止等に関する法律」が公布・施行された。
2022年（令和4年）6月13日には、新型コロナウイルス感染症およびそのまん延防止のための措置の影響に鑑み支給されることになった子育て世帯生活支援特別給付金について災害義援金と同様に差押等を禁止するため、「令和四年度ひとり親世帯臨時特別給付金等に係る差押禁止等に関する法律」が公布・施行された。
2022年（令和4年）11月9日には、原油価格および物価が高騰している状況に鑑み支給されることになった令和四年度電力・ガス・食料品等価格高騰緊急支援給付金について災害義援金と同様に差押等を禁止するため、「令和四年度電力・ガス・食料品等価格高騰緊急支援給付金に係る差押禁止等に関する法律」が公布・施行された。
2022年（令和4年）12月14日には、妊娠から出産および子育てまでの一貫した相談支援の実効性を確保する必要性に鑑み支給されることになった令和四年度出産・子育て応援給付金について災害義援金と同様に差押等を禁止するため、「令和四年度出産・子育て応援給付金に係る差押禁止等に関する法律」が公布・施行された。
2023年（令和5年）6月2日には、原油価格および物価が高騰している状況に鑑み支給されることになった令和五年三月予備費使用に係る子育て世帯生活支援特別給付金および妊娠から出産および子育てまでの一貫した相談支援の実効性を確保する必要性に鑑み支給されることになった令和五年三月予備費使用に係る子育て世帯生活支援特別給付金について災害義援金と同様に差押等を禁止するため、「令和五年三月予備費使用及び令和五年度予算に係る子育て関連給付金に係る差押禁止等に関する法律」が公布・施行された。
2023年（令和5年）6月16日には、新型コロナウイルス感染症およびそのまん延防止のための措置の影響ならびに原油価格および物価が高騰している状況に鑑み、支給されることになった令和五年三月予備費使用に係る低所得者世帯給付金について災害義援金と同様に差押等を禁止するため、「令和五年三月予備費使用に係る低所得者世帯給付金に係る差押禁止等に関する法律」が公布・施行された。
2023年（令和5年）11月29日には、物価が高騰している状況に鑑み、支給されることになった物価高騰対策給付金について災害義援金と同様に差押等を禁止するため、「物価高騰対策給付金に係る差押禁止等に関する法律」が公布・施行された。
2024年（令和6年）3月30日には、妊娠から出産および子育てまでの一貫した相談支援の実効性を確保する必要性に鑑み、支給されることになっ令和六年度出産・子育て応援給付金について災害義援金と同様に差押等を禁止するため、「令和六年度出産・子育て応援給付金に係る差押禁止等に関する法律」が公布・施行された。

## 法律の内容
- 対象となる義援金を、対象となる災害による「被災者等[注釈 2]の生活を支援し、被災者等[注釈 2]を慰藉（しゃ）する等のため自発的に拠出された金銭を原資として、都道府県又は市町村（特別区を含む。）が一定の配分の基準に従い被災者等[注釈 2]に交付する金銭」と定義する（3項）。
- 義援金の交付を受けることとなった者の当該交付を受ける権利は、譲り渡し、担保に供し、又は差し押さえることができない（1項）。
- 義援金として交付を受けた金銭は、差し押さえることができない（2項）。
- 施行前に交付を受け、又は交付を受けることとなった義援金についても適用するが、施行前に生じた効力を妨げない（附則2項）。
- 自然災害関連義援金に係る差押禁止等に関する法律は、第1条に趣旨規定を置き、第2条で自然災害関連義援金を定義し、第3条第1項で 義援金の交付を受ける権利の差し押さえ禁止等を、第3条第2項で義援金として交付を受けた金銭の差し押さえ禁止を規定する。
- 令和二年度特別定額給付金等に係る差押禁止等に関する法律等は、新型コロナウイルス感染症対策として予算措置により行われる特別定額給付金等について 譲渡、差押えの禁止、施行区分は、義援金の場合と同様に規定する。具体的な給付金の定義については下記の個々の法律の記述を参照。
- 義援金に係る差押禁止等に関する法律による場合に限られないが、破産手続においては、差押禁止財産は、換価の対象から除かれる「自由財産」に該当するので、債務者は、破産手続開始後も義援金の金銭を手元に残すことができる[5]。

## 東日本大震災関連
東日本大震災関連義援金に係る差押禁止等に関する法律（ひがしにほんだいしんさいかんれんぎえんきんにかかるさしおさえきんしとうにかんするほうりつ、平成23年8月30日法律第103号）とは、2011年（平成23年）3月11日に発生した東日本大震災についての義援金に係る差押禁止等に関する法律。
対象となる義援金は「東日本大震災関連義援金」であり、対象となる災害は「東日本大震災（平成23年3月11日に発生した東北地方太平洋沖地震およびこれに伴う原子力発電所の事故による災害）」である。
第177回国会で参議院災害対策特別委員会で委員会提出法案として「東日本大震災関連義援金に係る差押禁止等に関する法律案」が提出され、2011年（平成23年）8月10日に参議院で可決され、同年8月23日に衆議院で可決され、成立した。
2011年（平成23年）8月30日に公布され、「公布の日から施行する」（附則1項）こととなり、同日から施行された。

## 平成28年（2016年）熊本地震関連
平成二十八年熊本地震災害関連義援金に係る差押禁止等に関する法律（へいせいにじゅうはちねんくまもとじしんさいがいかんれんぎえんきんにかかるさしおさえきんしとうにかんするほうりつ、平成28年6月3日法律第67号）とは、2016年（平成28年）4月に発生した平成28年（2016年）熊本地震についての義援金に係る差押禁止等に関する法律。
対象となる義援金は「平成二十八年熊本地震災害関連義援金」であり、対象となる災害は「平成二十八年熊本地震による災害」である。
第190回国会で衆議院災害対策特別委員会で委員会提出法案として「平成二十八年熊本地震災害関連義援金に係る差押禁止等に関する法律案」が提出され、2016年（平成28年）5月19日に衆議院で可決され、同年5月27日に参議院で可決され、成立した。
2016年（平成28年）6月3日に公布され、「公布の日から施行する」（附則1項）こととなり、同日から施行された。

## 平成30年特定災害関連
平成三十年特定災害関連義援金に係る差押禁止等に関する法律（へいせいさんじゅうねんとくていさいがいかんれんぎえんきんにかかるさしおさえきんしとうにかんするほうりつ、平成30年7月27日法律第81号）とは、2018年（平成30年）6月に発生した大阪府北部地震と同年7月に発生した平成30年7月豪雨についての義援金に係る差押禁止等に関する法律。
対象となる義援金は「平成三十年特定災害関連義援金」であり、対象となる災害は「平成三十年六月十八日に発生した大阪府北部を震源とする地震及びこれに引き続いて発生した余震による災害」（3項1号）と「平成三十年七月豪雨による災害」（3項2号）である。
第196回国会で衆議院災害対策特別委員会で委員会提出法案として「平成三十年特定災害関連義援金に係る差押禁止等に関する法律案」が2018年（平成30年）7月19日に提出され、同日に衆議院で可決され、同年7月20日に参議院で可決され、成立した。
2018年（平成30年）7月27日に公布され、「公布の日から施行する」（附則1項）こととなり、同日から施行された。

## 令和元年特定災害関連
令和元年特定災害関連義援金に係る差押禁止等に関する法律（れいわがんねんとくていさいがいかんれんぎえんきんにかかるさしおさえきんしとうにかんするほうりつ、令和元年12月13日法律第74号）とは、2019年（令和元年）8月26日から同月29日までの間の豪雨による災害と令和元年台風第十五号、令和元年台風第十九号または令和元年10月24日から同月26日までの間の豪雨による災害についての義援金に係る差押禁止等に関する法律。
対象となる義援金は「令和元年特定災害関連義援金」であり、対象となる災害は「令和元年八月二十六日から同月二十九日までの間の豪雨による災害」（3項1号）と「令和元年台風第十五号、令和元年台風第十九号又は令和元年十月二十四日から同月二十六日までの間の豪雨による災害」（3項2号）である。
第200回国会で衆議院災害対策特別委員会で委員会提出法案として「令和元年特定災害関連義援金に係る差押禁止等に関する法律」が2019年（令和元年）11月28日に提出され、同年11月29日に衆議院で可決され、同年12月6日に参議院で可決され、成立した。
2019年（令和元年）12月13日に公布され、「公布の日から施行する」（附則1項）こととなり、同日から施行された。

## 令和二年七月豪雨災害関連
令和二年七月豪雨災害関連義援金に係る差押禁止等に関する法律（れいわにねんしちがつごううさいがいかんれんぎえんきんにかかるさしおさえきんしとうにかんするほうりつ、令和2年12月11日法律第77号）とは、令和二年七月豪雨による災害についての義援金に係る差押禁止等に関する法律。
対象となる義援金は「令和二年七月豪雨による災害関連義援金」であり、対象となる災害は「令和二年七月豪雨による災害」（3項）である。「令和二年七月豪雨」の定義は特にない。
第203回国会で衆議院災害対策特別委員会で委員会提出法案として「令和二年七月豪雨災害関連義援金に係る差押禁止等に関する法律」が2020年（令和2年）11月20日に提出され、同年11月24日に衆議院で可決され、同年12月4日に参議院で可決され、成立した。
2020年（令和2年）12月11日に公布され、「公布の日から施行する」（附則1項）こととなり、同日から施行された。

## 自然災害一般
自然災害義援金に係る差押禁止等に関する法律（しぜんさいがいかんれんぎえんきんにかかるさしおさえきんしとうにかんするほうりつ、令和3年6月11日法律第64号）とは、自然災害義援金に係る差押禁止等に関する法律。
対象となる義援金は「自然災害義援金」であり、自然災害とは「暴風、竜巻、豪雨、豪雪、洪水、崖崩れ、土石流、高潮、地震、津波、噴火、地滑りその他の異常な自然現象により生じた被害をいう。」と定義されている（第2条）。
第204回国会で衆議院災害対策特別委員会で委員会提出法案として「自然災害義援金に係る差押禁止等に関する法律」が2021年（令和3年）5月20日に提出され、同年5月25日に衆議院で可決され、同年6月4日に参議院で可決され、成立した。立法の経緯として、衆議院災害対策特別委員長は、趣旨説明のなかで「都度の立法措置によるのでは、特に国会の閉会中の迅速な対応が困難であること、また、対象となる災害の範囲が限定的となることなどの懸念等を踏まえ、災害関連義援金に係る差押えの禁止等に関する法律を一般法として設定する」と述べている。
2021年（令和3年）6月11日に公布され、「公布の日から施行する」（附則第1項）こととなり、同日から施行された。適用区分は、「令和三年一月一日以後に発生した自然災害に関し、この法律の施行前に交付を受け、又は交付を受けることとなった自然災害義援金についても適用する。ただし、この法律の施行前に生じた効力を妨げない。」（附則第2項）とされた。自然災害義援金一般に適用されるため、以後個別の立法は不要になった。

## 令和六年能登半島地震災害住宅再建支援等給付金
令和六年能登半島地震災害に係る住宅再建支援等給付金に係る差押禁止等に関する法律（れいわろくねんのとはんとうじしんさいがいにかかるじゅうたくさいけんしえんとうきゅうふきんにかかるさしおさえきんしとうにかんするほうりつ、令和6年4月5日法律第13号）は、災害に係る給付金の差押に関する法律で、民事執行法に対する特別法である。
令和六年能登半島地震による災害により住宅に被害を受けた世帯の住宅の再建の支援等の観点から支給される給付金であって、それらがあいまって被災世帯に必要な支援を確保し、当該災害により被害を受けた地域のコミュニティの再生を図り、当該地域における社会福祉の向上に資するものとして石川県から支給される令和六年能登半島地震災害に係る住宅再建支援等給付金に係る差押禁止等に関する法律。
第213回国会で厚生労働委員会へ委員会提出法案「令和六年能登半島地震災害に係る住宅再建支援等給付金に係る差押禁止等に関する法律」が2024年（令和6年）3月27日に提出され、同年3月29日に衆議院で可決され、同年4月5日に参議院で可決され、成立した。
2024年（令和6年）4月5日に公布され、「公布の日から施行する」（附則1項）こととなり、同日から施行された。
令和六年能登半島地震災害に係る住宅再建支援等給付金は、自然災害を原因とするが国または石川県の予算を財源とするため義援金に該当しないので別途立法された。

## 新型コロナウイルス感染症関連

### 特別定額給付金
令和二年度特別定額給付金等に係る差押禁止等に関する法律（れいわにねんどとくべつていがくきゅうふきんとうにかかるさしおさえきんしとうにかんするほうりつ、令和2年4月30日法律第27号）とは、2020年に新型コロナウイルス感染症（新型インフルエンザ等対策特別措置法附則第1条の2第1項に規定する新型コロナウイルス感染症）およびそのまん延防止のための措置の影響に鑑み支給される特別定額給付金等に係る差押禁止等に関する法律。
対象となる特別定額給付金等とは3項1号および同項2号である。
第201回国会で衆議院総務委員会で委員会提出法案として「令和二年度特別定額給付金等に係る差押禁止等に関する法律」が2020年（令和2年）4月29日に提出され、同年4月29日に衆議院で可決され、同年4月30日に参議院で可決され、成立した。
2020年（令和2年）4月30日に公布され、「公布の日から施行する」（附則1項）こととなり、同日から施行された。

### ひとり親世帯臨時特別給付金等
令和二年度ひとり親世帯臨時特別給付金等に係る差押禁止等に関する法律（れいわにねんとひとりおやせたいりんしとくへつきゅうふきんとうにかかるさしおさえきんしとうにかんするほうりつ、令和2年6月12日法律第55号）とは、2020年に新型コロナウイルス感染症（新型インフルエンザ等対策特別措置法附則第一条の二第一項に規定する新型コロナウイルス感染症）およびそのまん延防止のための措置の影響に鑑み支給されるひとり親世帯臨時特別給付金等に係る差押禁止等に関する法律。
対象となる特別定額給付金等とは3項1号および同項2号である。
第201回国会で衆議院厚生労働委員会で委員会提出法案として「令和二年度ひとり親世帯臨時特別給付金等に係る差押禁止等に関する法律」が2020年（令和2年）6月10日に提出され、同年6月10日に衆議院で可決され、同年6月12日に参議院で可決され、成立した。
2020年（令和2年）6月12日に公布され、「公布の日から施行する」（附則1項）こととなり、同日から施行された。

### 子育て世帯生活支援特別給付金

#### 令和2年度
令和二年度子育て世帯生活支援特別給付金に係る差押禁止等に関する法律（れいわにねんとこそたてせたいせいかつしえんとくへつきゅうふきんとうにかかるさしおさえきんしとうにかんするほうりつ、令和3年4月21日法律第21号）とは、2021年に新型コロナウイルス感染症およびそのまん延防止のための措置の影響に鑑み支給される子育て世帯生活支援特別給付金等に係る差押禁止等に関する法律。
対象となる令和二年度子育て世帯生活支援特別給付金とは、令和二年度の一般会計補正予算（第３号）における新型コロナウイルス感染症セーフティネット強化交付金を財源として支給されを財源として支給される次に掲げる給付金をいう。
　一　都道府県、市（特別区を含む。）又は福祉事務所（社会福祉法（昭和二十六年法律第四十五号）に定める福祉に関する事務所をいう。）を設置する町村から支給される給付金で、低所得であるひとり親世帯への支援の観点から支給されるもの
　二　前号に掲げるもののほか、市町村（特別区を含む。）から支給される給付金で、低所得である子育て世帯への支援の観点から支給されるもの
第204回国会で衆議院厚生労働委員会で委員会提出法案として「令和二年度子育て世帯生活支援特別給付金に係る差押禁止等に関する法律」が2021年（令和3年）4月9日に提出され、同年4月13日に衆議院で可決され、同年4月21日に参議院で可決され、成立した。
2021年（令和3年）4月21日に公布され、「公布の日から施行する」（附則1項）こととなり、同日から施行された。

#### 令和3年度
令和三年度子育て世帯等臨時特別給付金に係る差押禁止等に関する法律（れいわさんねんとこそたてせたいせいかつしえんとくへつきゅうふきんとうにかかるさしおさえきんしとうにかんするほうりつ、令和3年12月20日法律第21号）とは、2021年末に新型コロナウイルス感染症およびそのまん延防止のための措置の影響に鑑み支給される子育て世帯生活支援特別給付金等に係る差押禁止等に関する法律。
対象となる令和三年度子育て世帯等臨時特別給付金とは、令和3年11月26日に閣議において決定された令和三年度一般会計新型コロナウイルス感染症対策予備費の使用に基づく子育て世帯等臨時特別支援事業費補助金又は令和三年度の一般会計補正予算（第１号）における子育て世帯等臨時特別支援事業費補助金を財源として市町村（特別区を含む。）から支給される給付金（金銭以外の財産により行われる給付を含む。）で、次に掲げるものをいう。
　一　子育て世帯への支援の観点から支給されるもの
　二　低所得者世帯への支援の観点から支給されるもの
第207回国会で衆議院厚生労働委員会で委員会提出法案として「令和三年度子育て世帯等臨時特別給付金に係る差押禁止等に関する法律案」が2021年（令和3年）12月15日に提出され、同年12月15日に衆議院で可決され、同年12月20日に参議院で可決され、成立した。
2021年（令和3年）12月20日に公布され、「公布の日から施行する」（附則1項）こととなり、同日から施行された。

#### 令和4年度
令和四年度子育て世帯等臨時特別給付金に係る差押禁止等に関する法律（れいわよねんとこそたてせたいせいかつしえんとくへつきゅうふきんとうにかかるさしおさえきんしとうにかんするほうりつ、令和4年6月13日法律第64号）とは、2022年に新型コロナウイルス感染症およびそのまん延防止のための措置の影響に鑑み支給される子育て世帯生活支援特別給付金等に係る差押禁止等に関する法律。
対象となる令和四年度子育て世帯等臨時特別給付金とは、令和4年4月28日に閣議において決定された令和四年度一般会計新型コロナウイルス感染症対策予備費の使用に基づく新型コロナウイルス感染症セーフティネット強化交付金を財源として支給される次に掲げる給付金をいう。
　一　都道府県、市（特別区を含む。）又は福祉事務所（社会福祉法（昭和二十六年法律第四十五号）に定める福祉に関する事務所をいう。）を設置する町村から支給される給付金で、低所得であるひとり親世帯への支援の観点から支給されるもの
　二　前号に掲げるもののほか、市町村（特別区を含む。）から支給される給付金で、低所得である子育て世帯への支援の観点から支給されるもの
第208回国会で衆議院厚生労働委員会で委員会提出法案として「令和四年度子育て世帯生活支援特別給付金に係る差押禁止等に関する法律案」が2022年（令和4年）5月20日に提出され、同年5月25日に衆議院で可決され、同年6月13日に参議院で可決され、成立した。
2022年（令和4年）6月13日に公布され、「公布の日から施行する」（附則1項）こととなり、同日から施行された。

## 価格高騰緊急支援関連

### 令和四年度電力・ガス・食料品等価格高騰緊急支援給付金に係る差押禁止等に関する法律
令和四年度電力・ガス・食料品等価格高騰緊急支援給付金に係る差押禁止等に関する法律（れいわよねんとでんりょく・がす・しょくりょうひんとうかかくこうとうきんきゅうしえんきゅうふきんとうにかかるさしおさえきんしとうにかんするほうりつ、令和4年11月9日法律第79号）とは、原油価格および物価が高騰している状況に鑑み支給される緊急支援給付金に係る差押禁止等に関する法律。
対象となる令和四年度電力・ガス・食料品等価格高騰緊急支援給付金とは「令和四年九月二十日に閣議において決定された令和四年度一般会計新型コロナウイルス感染症及び原油価格・物価高騰対策予備費の使用に基づく生活支援臨時特別事業費補助金を財源として市町村（特別区を含む。）から支給される給付金で、低所得者世帯への支援の観点から支給されるものをいう。」（1条）である。
第210回国会で衆議院内閣委員会で委員会提出法案として「令和二年度特別定額給付金等に係る差押禁止等に関する法律案」が2022年（令和4年）11月2日に提出され、同年11月4日に衆議院で可決され、同年11月9日に参議院で可決され、成立した。
2022年（令和4年）11月9日に公布され、「公布の日から施行する」（附則1項）こととなり、同日から施行された。

## 妊娠から出産および子育てまでの一貫した相談支援の実効性の確保関連

### 令和四年度出産・子育て応援給付金に係る差押禁止等に関する法律
令和四年度出産・子育て応援給付金に係る差押禁止等に関する法律（れいわよねんしゅっさんとこそたてせたいせいかつしえんとくへつきゅうふきんとうにかかるさしおさえきんしとうにかんするほうりつ、令和4年12月14日法律第98号）とは、2022年度に妊娠から出産及び子育てまでの一貫した相談支援の実効性を確保する必要性に鑑み支給される令和四年度出産・子育て応援給付金等に係る差押禁止等に関する法律。
対象となる令和四年度子育て世帯等臨時特別給付金とは、妊娠から出産および子育てまでの一貫した相談支援の実効性を確保する必要性に鑑み、令和四年度の一般会計補正予算（第２号）における妊娠出産子育て支援交付金を財源として市町村（特別区を含む。）から支給される給付金（金銭以外の財産により行われる給付を含む。）で、妊娠から出産および子育てまでの支援の観点から支給されるものをいう。
第210回国会で衆議院厚生労働委員会で委員会提出法案として「令和四年度出産・子育て応援給付金に係る差押禁止等に関する法律案」が2022年（令和4年）11月29日に提出され、同年11月29日に衆議院で可決され、同年12月 8日に参議院で可決され、成立した。
2022年（令和4年）12月14日に公布され、「公布の日から施行する」（附則1項）こととなり、同日から施行された。

### 令和六年度出産・子育て応援給付金に係る差押禁止等に関する法律
令和六年度出産・子育て応援給付金に係る差押禁止等に関する法律（れいわろくねんどしゅっさんこそだておうえんきゅうふきんにかかるさしおさえきんしとうにかんするほうりつ、令和6年3月30日法律第10号）とは、2024年度に妊娠から出産および子育てまでの一貫した相談支援の実効性を確保する必要性に鑑み、令和六年度の予算における妊娠出産子育て支援交付金を財源として市町村（特別区を含む。）から支給される令和六年度出産・子育て応援給付金に係る差押禁止等に関する法律。
対象となる令和六年度出産・子育て応援給付金とは、妊娠から出産および子育てまでの一貫した相談支援の実効性を確保する必要性に鑑み、令和六年度の予算における妊娠出産子育て支援交付金を財源として市町村（特別区を含む。）から支給される給付金（金銭以外の財産により行われる給付を含む。）で、妊娠から出産および子育てまでの支援の観点から支給されるものをいう。
第213回国会で地域活性化・こども政策・デジタル社会形成に関する特別委員会へ委員会提出法案「令和六年度出産・子育て応援給付金に係る差押禁止等に関する法律案」が2024年（令和6年）3月13日に提出され、同年3月14日に衆議院で可決され、同年3月29日に参議院で可決され、成立した。
2024年（令和6年）3月30日に公布され、「公布の日から施行する」（附則1項）こととなり、同日から施行された。

## 子育て関連給付金関連

### 令和五年三月予備費使用及び令和五年度予算に係る子育て関連給付金に係る差押禁止等に関する法律
令和五年三月予備費使用及び令和五年度予算に係る子育て関連給付金に係る差押禁止等に関する法律（れいわごねんさんがつよびひしようおよびれいわごねんどよさんにかかるこそだてかんれんきゅうふきんとうにかかるさしおさえきんしとうにかんするほうりつ、令和5年6月2日法律第42号）とは、令和五年三月予備費使用および令和五年度予算に係る子育て関連給付金に係る差押禁止等に関する法律。
対象となる令和五年三月予備費使用および令和五年度予算に係る子育て関連給付金とは、次の給付金の総称である。
1.令和五年三月予備費使用に係る子育て世帯生活支援特別給付金
　原油価格及び物価が高騰している状況に鑑み、低所得であるひとり親世帯への支援の観点から支給される給付金
2.令和五年度予算に係る出産・子育て応援給付金
　妊娠から出産及び子育てまでの一貫した相談支援の実効性を確保する必要性に鑑み、妊娠から出産及び子育てまでの支援の観点から支給される給付金
第211回国会で地域活性化・こども政策・デジタル社会形成に関する特別委員長で委員会提出法案として「令和五年三月予備費使用及び令和五年度予算に係る子育て関連給付金に係る差押禁止等に関する法律案」が2023年（令和5年）5月11日に提出され、同年5月12日に衆議院で可決され、同年6月1日に参議院で可決され、成立した。
2023年（令和5年）6月2日に公布され、「公布の日から施行する」（附則1項）こととなり、同日から施行された。

## 低所得者世帯給付金関連

### 令和五年三月予備費使用に係る低所得者世帯給付金に係る差押禁止等に関する法律
令和五年三月予備費使用に係る低所得者世帯給付金に係る差押禁止等に関する法律（れいわごねんさんがつよびひしようにかかるていしょとくしゃせたいきゅうふきんとうにかかるさしおさえきんしとうにかんするほうりつ、令和5年6月16日法律第64号）とは、令和五年三月予備費使用に係る低所得者世帯給付金に係る差押禁止等に関する法律。
対象となる令和五年三月予備費使用に係る低所得者世帯給付金とは、新型コロナウイルス感染症およびそのまん延防止のための措置の影響ならびに原油価格および物価が高騰している状況に鑑み、住民税非課税世帯への支援の観点から支給される給付金
第211回国会で地域活性化・こども政策・デジタル社会形成に関する特別委員長で委員会提出法案として「令和五年三月予備費使用に係る低所得者世帯給付金に係る差押禁止等に関する法律案」が2023年（令和5年）6月8日に提出され、同年6月13日に衆議院で可決され、同年6月16日に参議院で可決され、成立した。
2023年（令和5年）6月16日に公布され、「公布の日から施行する」（附則1項）こととなり、同日から施行された。

## 物価高騰対策関連

### 物価高騰対策給付金に係る差押禁止等に関する法律
物価高騰対策給付金に係る差押禁止等に関する法律（ぶっかこうとうたいさくきゅうふきんとうにかかるさしおさえきんしとうにかんするほうりつ、令和5年11月29日法律第81号）とは、物価高騰対策給付金に係る差押禁止等に関する法律。
対象となる物価高騰対策給付金とは、物価が高騰している状況に鑑み、支給される給付金
第212回国会で地域活性化・こども政策・デジタル社会形成に関する特別委員長で委員会提出法案として「物価高騰対策給付金に係る差押禁止等に関する法律に関する法律案」が2023年（令和5年）11月24日に提出され、同年11月24日に衆議院で可決され、同年11月29日に参議院で可決され、成立した。
2023年（令和5年）11月29日に公布され、「公布の日から施行する」（附則1項）こととなり、同日から施行された。